# 相模原高等学校 (私立)
相模原高等学校（さがみはらこうとうがっこう）とは、神奈川県相模原市南区当麻にある仏教系の私立高等学校。神奈川県立相模原高等学校との区別をつけるべく、主に「光明相模原」の略称が用いられる。高校コード表では「相模原(私立)｣と記載されている。

## 概要
1919年（大正8年）開校。当時としては珍しい男女共学であった。授業開始前、
授業終了時に「南無阿弥陀仏」を唱えるのが特徴。新体操部、和太鼓部、ソフトボール部、空手道部が全国レベル。

## 沿革
- 1919年4月 - 時宗当麻山無量光寺庫裡2階に、同寺第61世山崎弁栄によって、3年制中学（光明学園）設立
- 1926年 - 財団法人化、現在地に移転
- 1943年4月 - 旧制中学校認定
- 1947年4月 - 妻田分校を設立
- 1948年3月 - 新制高等学校に昇格
- 1951年3月 - 学校法人光明学園相模原中学校・高等学校認可
- 1952年4月 - 生徒減少に伴い休校（定時制は存続）
- 1957年4月 - 全日制高校として再出発
- 1967年9月 - 妻田分校を廃止
- 2009年 - 創立90周年

## 年間行事

### 全コース共通
- 4月：入学式（1年）
- 6月：体育祭
- 10月：光明祭
- 3月：卒業式（3年）

### 総合コース
- 4月：野外教室（1年）
- 4月：一泊研修（2年）
- 5月：修学旅行（3年）
- 11月：テーブルマナー（2年）
- 12月：芸術鑑賞会（1年）

### 体育科学コース
- 4月：野外実習（1年）
- 5月：ゴルフ実習（3年）
- 9月：水泳実習（1年）
- 9月：海洋実習（3年）
- 12月：スケート実習（1年）
- 1月：スキー実習（2年）
- 2月：ゴルフ実習（2年）

### 文理コース
- 4月：セミナー合宿（1年）
- 12月：テーブルマナー（2年）
- 3月：語学研修（2年）

## 部活動

### 運動部
- 軟式野球部
- ★硬式野球部
- 柔道部
- バドミントン部
- ★陸上駅伝部
- 新体操部
- 硬式テニス部
- 剣道部
- 卓球部
- バレーボール部
- サッカー部
- 野外研修部
- 空手道部
- ★女子ソフトボール部
- 男子ソフトボール部
- バスケットボール部

### 文化部
- 書道部
- 漫画研究部
- 音楽部
- 写真部
- 将棋部
- 演劇部
- 理科研究部
- 文芸部
- パソコン部
- 吹奏楽部
- インターアクトクラブ
- 和太鼓部
- 民俗文化研究部
- 英語研究部
- 美術部

### 同好会
- 茶道同好会
- 家庭科同好会
- ダンス同好会
- フットサル同好会

★は特別強化部

## 交通
- JR相模線 原当麻駅 徒歩7分
- 小田急小田原線 本厚木駅下車、厚木バスセンターから「原当麻駅」行き、夢の丘小学校入口（バス停）から徒歩2分
- 小田急小田原線 相武台前駅から「原当麻駅」行き、原当麻駅入口（バス停）から徒歩8分

## 著名な出身者
- Asami - 歌手
- 建石智成 - K-1選手、キックボクサー
- 関山晃弘 - アニメーションプロデューサー
- 智平 - GUNDOG元メンバー
- 久保孝真 - お笑いタレント
- 吉川春菜 - ものまねタレント
- リオン武 - 総合格闘家、世界ライト級王者
- 河野広貴 - プロサッカー選手、東京ヴェルディ所属
- 木村直樹 - 元プロサッカー選手、サッカー指導者
- 町田隼乙 - プロ野球選手
- 深瀬菜月 - 新体操選手、2012年ロンドンオリンピック日本代表（新体操団体）
- 戸塚優斗 - スノーボーダー、2018年平昌オリンピック日本代表（ハーフパイプ）[1]
- 白井空良 - スケートボーダー、2020年東京オリンピック日本代表（ストリート）